# Anna Barbara Murrer
Anna Barbara Murrer (* 26. Juli 1688 in Nürnberg; † 26. Juli 1721 ebenda) war eine deutsche Malerin.

## Leben und Werk
Anna Barbara Murrer war die Tochter des Malers Johann Murrer (1644–1713), der unter anderem an verschiedenen deutschen Höfen (so auch in den Schlössern Bayreuth, Oettingen und Hildburghausen) Deckengemälde gestaltete, und dessen Frau Margaretha. Anna Barbara Murrer wurde am 31. August 1688 getauft, dieses Datum ist in der Literatur fälschlicherweise häufig als ihr Geburtstag zu finden. Sie erlernte das Zeichnen sowie Malen mit Aquarell-, Gouache- und Ölfarben, aber auch das Kopieren von Kupferstichen bei ihrem Vater und war bald so erfolgreich, dass sie den nach einem Schlaganfall nicht mehr arbeitsfähigen Vater und sich selbst versorgen konnte. Sie galt als eine „im Zeichnen und Mahlen vortreffliche Künstlerin“. Anna Barbara Murrer bevorzugte es, „nach der Miniatur-Art [...] zu mahlen“, und fertigte somit häufig Cabinet-Stücke an. Bei diesen eher kleinformatigen Werken konnte sie den Lichteinfall, Schattenwurf sowie die Farben von den beispielsweise dort abgebildeten Tieren, Blumen oder Früchten „auf das geschickteste“ darstellen. Murrers Werke wurden zu ihren Lebzeiten von Kunstverständigen hochgeschätzt.
Im frühen 19. Jahrhundert befanden sich einige ihrer Gemälde noch in Nürnberger Privatsammlungen (so waren zum Beispiel vier Ölgemälde Murrers in der Sammlung von 1785 des Nürnberger Rechnungsrates Johann Georg Friedrich von Hagen zu finden), heutzutage lässt sich jedoch kein signiertes Werk mehr von ihr nachweisen. Im Schloss Bruchsal werden ihr zwei Gemälde, eines davon mit dem Titel Braune Vase mit Blumen, Heuschrecke und Libelle, und in der Graphischen Sammlung Nürnberg das Aquarell Blaue Schwertlilie mit Maikäfer und Zimtbär zugeschrieben.
Murrer wohnte zuletzt auf der Füll (ein Straßenzug in der Sebalder Altstadt) und verstarb an ihrem 33. Geburtstag. Zu ihrem Tod wurde das von einem anonymen Verfasser stammende Gedicht Auf die unvergleichliche Mahlerin / Anna Barbara Murrerin in Nürnberg / welche den 26. Jul. anno 1721. verſtorben (Beschlieſſe deinen Fleiß, erblaſte Murrerin!) veröffentlicht.